# 김복만 (충청남도의원)
김복만(金福萬, 1946년 2월 13일~)은 대한민국의 정치인이다. 2006년 5월 31일 지선에서 첫 당선된 이후, 충남 재선 금산군의원(2014년 4월 당시 사퇴)을 지냈으며, 현재 충청남도의원(3선)을 지내고 있다.

## 학력
- 금산고등공민학교 졸업

## 경력
- 금산라이온스클럽 회장
- 금산군 4-H 후원회장
- 2006.07 ~ 2010.06: 제5대 금산군의회 의원
- 2010.07 ~ 2014.04: 제6대 금산군의회 의원
- 2014.07 ~ 2018.06: 제10대 충청남도의회 의원
- 2018.07 ~ 2022.06: 제11대 충청남도의회 의원
- 2022.07 ~ : 제12대 충청남도의회 의원
  - 2022.07 ~ 2024.06: 제12대 충청남도의회 전반기 부의장
  - 2022.07 ~ 2024.06: 제12대 충청남도의회 전반기 농수산해양위원회 위원
  - 제12대 충청남도의회제12대 충청남도의회 충청남도 인삼약초산업 활성화를 위한 특별부위원장

## 역대 선거 결과
|  | 21.72% |

|  | 32.7% |

|  | 49.03% |

|  | 48.09% |

|  | 64.71% |